# Moritz Hornes
Moritz Hornes (Viena, 14 de julio de 1815 - Viena, 4 de noviembre de 1868) fue un paleontólogo austriaco.
Recibió formación en la Universidad de Viena, y se graduó con un Ph.D. Comenzó a trabajar como asistente en el museo mineralógico de Viena. Se destaca su investigación sobre los moluscos del Terciario en la cuenca de Viena y en la región alpina. La mayoría de sus memorias fueron publicadas en el Jahrbuch der K. K. geol. Reicksanstait.
En 1864 introdujo el término Neógeno para incluir al Mioceno y al Plioceno, ya que estas formaciones no se encontraban separadas de una forma clara: la fauna de la división inferior era subtropical y, poco a poco, iba dando lugar en la división superior a formas mediterráneas. Murió en Viena el 4 de noviembre de 1868.
Su hijo, Rudolf Hornes, que fue profesor de geología y paleontología en la Universidad de Graz, también realizó investigaciones sobre los moluscos del Terciario, y es autor de Elemente der Palaeontologie (1884).